# 33.ª Brigada Mixta (Ejército Popular de la República)
La 33.ª Brigada Mixta fue una unidad del Ejército Popular de la República creada durante la Guerra Civil Española. Perteneciente a la 3.ª División, tuvo un papel relevante durante la batalla del Ebro y el comienzo de la campaña de Cataluña.

## Historial
La unidad fue creada el 6 de enero de 1937 en El Escorial, a partir de los batallones «1.º de Mayo», «Capitán Condés», «Fermín Galán», «Mariana Pineda», «La Montaña» y los batallones provisionales num. 1, 2 y 4. La 33.ª Brigada Mixta, que quedó agregada a la 3.ª División del I Cuerpo de Ejército, cubría el sector que iba desde Valdemorillo hasta Zarzalejo.
El mayor de milicias Gaspar Ginés fue nombrado comandante de la 33.ª BM, que sería sustituido en abril por el mayor de milicias Esteban Cabezos Morente. Para el cargo de comisario se designó a Ángel Gimeno Gómez. La unidad permaneció situada en el frente de Madrid durante los siguientes meses, sin intervenir en ninguna operación relevante. En la primavera de 1938 fue enviada al frente de Aragón junto al resto de la 3.ª División, donde defendió varias posiciones frente a los ataques enemigos. A mediados de abril, tras la llegada al mar de las fuerzas franquistas, quedó cercada en Cataluña. El mando de la unidad pasó al mayor de milicias Fidel Ruiz Sánchez.
El 25 de julio la 33.ª Brigada cruzó el Ebro a tres kilómetros al sur de Flix, ocupando el pueblo, el castillo y la fábrica «Electroquímíca» de Cros, avanzando posteriormente sobre La Fatarella. Continuó su progresó hacia Puebla de Masaluca y Villalba de los Arcos. Llegó a ocupar el cementerio de esta última localidad, pero los repetidos ataques contra el casco urbano se saldaron con un fracaso y causaron un elevadísimo número de bajas; ello obligó a la retirada de la 33.ª BM, que pasó a retaguardia para ser reorganizada. A mediados de agosto regresó al frente de combate, quedando situada en el vértice «Gaeta»; perdió está posición el 22 de agosto, pero puedo recuperar algunas posiciones que logró retener sin cambios hasta mediados de noviembre. El 12 de noviembre hubo de retirarse hacia Ascó, debiendo cruzar el Ebro tres días después.
Tras el final de los combates del Ebro pasó a relevar a las fuerzas la 43.ª División, reagrupándose posteriormente en el aérea de Juncosa Valldemolíns-Pobla de Ciérvoles. Tras el comienzo de la ofensiva franquista en Cataluña logró detener el avance enemigo en La Granadella hasta el 29 de diciembre. Tras varias semanas de combates la unidad se encontraba muy quebrantada, por lo que el 12 de enero de 1939 fue retirada al frente para reorganizarse en Alcover. Sin embargo, dos días después se vio obligada retirarse ante el avance de la 5.ª División de Navarra —que ocupó la población—. El día 15 la 33.ª BM quedó situada en la línea defensiva del río Gayá, coincidiendo con la ocupación franquista de Tarragona. La resistencia republicana prácticamente se hundió a partir de ese momento, por lo que la brigada emprendió la retirada hacia el norte. Para el 2 de febrero se encontraba situada al sur de la carretera de Vidreras a Lloret. Dos días después la brigada se autodisolvió, poco antes de cruzar la frontera francesa.

## Mandos
Comandantes
- Mayor de milicias Gaspar Ginés;
- Mayor de milicias Esteban Cabezos Morente;[5]
- Mayor de milicias Enrique Escudero Serrano;
- Mayor de milicias Fidel Ruiz Sánchez;[6]

Comisarios
- Ángel Gimeno Gómez, del PSOE;[7]